# Eddie Lowery
Edward Edgar Lowery, ameriški nosač golf palic, amaterski golfist in poslovnež, * 14. oktober 1902, † 4. maj 1984. 
Lowery je najbolj znan po tem, da je kot 10-letni deček leta 1913 sprejel delo nosača golf palic za Francisa Ouimeta. Za Ouimeta je palice nosil na Odprtem prvenstvu ZDA, ki ga je Ouimet nadvse presenetljivo tudi osvojil. V podaljšani igri je namreč porazil Angleža Harryja Vardona in Teda Rayja. Prvenstvo so tedaj budno spremljali mediji, ki so posneli zgodovinsko sliko Loweryja in Ouimeta v trenutku evforije po zadetem zmagovitem udarcu. Slika ima danes veliko ikonsko vrednost, uporabili so jo celo za logotip ob stoletnici Ameriškega golf združenja. Sliko je za naslovnico knjige o Ouimetovem dosežku The Greatest Game Ever Played: Harry Vardon, Francis Ouimet, and the Birth of Modern Golf uporabil tudi Mark Frost, fotografija pa je navdihnila tudi odprtje spomenika v Brooklinu, Massachusetts.
Lowery in Ouimet sta po prvenstva ostala tesna prijatelja in Lowery je bil eden od nosačev krste na Ouimetovem pogrebu leta 1967.  V filmu Najboljša tekma vseh časov, ki so jo posneli na podlagi Ouimete presenetljive zmage na Odprtem prvenstvu ZDA, je Loweryjevo vlogo odigral Josh Flitter. 
Lowery je bil peti otrok v družini irskih priseljencev Johna in Marie Lowery (rojene Curran). Rodil se je v Newtonu, Massachusetts.  Kasneje se je preselil v San Francisco, Kalifornija, in tam podprl vzpenjajoče amaterske kariere Kena Venturija (zmagovalec Odprtega prvenstva ZDA 1964), Harvieja Warda (ameriški amaterski prvak 1955 in 1956) in Tonyja Leme (zmagovalec Odprtega prvenstva Velike Britanije 1964). Lowery je amatersko igral golf na igrišču Lincoln Park v San Franciscu.
V San Franciscu je tudi odprl svoje podjetje, ki se je ukvarjalo s prodajo avtomobilov. Posli so mu cveteli in Lowery je postal multimilijonar. Kot tak je finančno podpiral amaterske golfiste, dva od njih sta bila tudi njegova zaposlena Ken Venturi in Harvie Ward. Leta 1956 je Lowery na golf igrišču Cypress Point Club priredil prijateljsko tekmo med dvema amaterjema (Venturijem in Wardom) in dvema profesionalcema, Benom Hoganom in Byronom Nelsonom. Venturi in Ward sta prikazala odlično igro, a končno zmagoslavje je vendarle pripadlo profesionalcema, ki sta amaterja premagala s prednostjo 1 udarca. Venturi je kasneje za nek časopis izjavil: »To je bil najboljši golf, kar sem ga kdaj videl.« Tekmo je obširno popisal ameriški pisatelj Mark Frost v svoji knjigi The Match iz leta 2007.
Lowery je deloval tudi kot član izvršnega komiteja Ameriškega golf združenja. Njegova finančna podpora Harvieja Warda je sicer vodila v zakonske težave, saj je Lowery za odpis davkov prijavil nekatera sredstva, ki jih je poklonil Wardu in ki niso spadala pod kategorijo za odpis davkov. Ward je zaupal Loweryjevem poznavanju pravilnikov Združenja in je njegovo finančno podporo sprejel, leta 1957 pa je ravno zavoljo teh daril izgubil svoj amaterski status. Do tedaj je sicer že osvojil dve Amaterski prvenstvi ZDA, v letih 1955 in 1956.  Ward je po tistem potreboval nekaj let, da je napravil svoj povratek.
Lowery je umrl leta 1984 v okrožju Riverside County, Kalifornija. 